# Cacicus chrysonotus
Cacique-boliviano ou japu-de-lombo-amarelo (Cacicus chrysonotus) é uma espécie de ave da família Icteridae.
Pode ser encontrada nos seguintes países: Bolívia, Colômbia, Equador, Peru e Venezuela.
Os seus habitats naturais são regiões subtropicais ou tropicais húmidas de alta altitude.